# Action Hollywood
Action Hollywood is een Arcadespel van het computerspelbedrijf THC. Het kwam uit in 1995. Het spel zit vol met verwijzingen naar andere media. Uit het spel wordt ook duidelijk dat het in feite een filmopname betreft voor enkele films. Elke film is een "stage". Elke "stage" bestaat uit meerdere "scènes" (=levels).

## Spelverloop
Het doel van het spel is in elk level hetzelfde: de speler bevindt zich in een scrollend doolhof dat in bovenaanzicht wordt getoond. De vloer van het doolhof bestaat uit tegels. Een level is uitgespeeld wanneer men op elke tegel van het doolhof heeft gestapt en dit binnen een beperkte tijd. De speler wordt gehinderd door aanvallers en andere dodelijke objecten. Aanvallers kunnen worden uitgeschakeld met het wapen dat het personage draagt. Op sommige tegels ligt zichtbaar een schat in de vorm van een muntstuk, edelsteen, edelmetaal... Deze worden automatisch opgeraapt indien men de tegel betreedt.
Alle andere spelelementen zijn optioneel om meer punten te vergaren waaronder
- Sommige tegels hebben een verborgen schat dewelke pas zichtbaar wordt nadat men de tegel heeft betreden. Men kan de schat dan optioneel oprapen door nogmaals over de tegel te lopen.
- Sommige tegels zijn in de vorm van een valluik waaronder mogelijk een schat ligt.
- In de muren zitten allerhande zichtbare voorwerpen zoals kandelaars, afgodbeeldjes, relikwieën... dewelke men in bezit krijgt door de muur te vernietigen.
- Andere muurstenen hebben een kleine scheur. Indien men op zulke muur slaat, komt mogelijk een achterliggende, verborgen schat vrij.

## Verwijzingen naar andere media
Het spel zit vol verwijzingen naar andere media en franchises waaronder
- Bij initialisatie van het spel wordt een leeuw getoond in de stijl van het Metro-Goldwyn-Mayer-logo.
- De naam van de eerste stage is "Temple of Chaos". De speler stuurt een avonturier aan gekleed in een lederen jas en een hoed. Hij gebruikt een zweep als wapen en bevindt zich in de meeste scènes in een tempel. Deze elementen verwijzen duidelijk naar de film Indiana Jones and the Temple of Doom.
- De naam van de tweede stage is "Excaliwood" waarbij de speler een ridder met zwaard aanstuurt. Deze stage speelt zich grotendeels af in een kasteel. De elementen verwijzen naar het zwaard Excalibur en de Arthurverhalen.
- De naam van de derde stage is "Transilvania" wat zich afspeelt in een kasteel vol vampiers, een duidelijke verwijzing naar Graaf Dracula.
- De vierde en laatste stage is "Galaxy Wars" waar de speler een "figuur-in-mantelpak" aanstuurt die zich in een ruimtevaartuig bevindt. Daar moet hij met behulp van een lichtzwaard vijanden - in een wit plastic pak - uitschakelen. Dit verwijst duidelijk naar de Jedi en Imperial Troopers uit de Star Wars-franchise.